# Dauer 962 Le Mans
La Dauer 962 Le Mans (o 962 LM) è un'automobile sportiva costruita dalla azienda tedesca Dauer Racing ed è basata sul prototipo da competizione Porsche 962. Questa coupé biposto omologata come Gran Turismo, nella configurazione da corsa sviluppata in collaborazione con Porsche, si aggiudicò la 24 Ore di Le Mans 1994.

## Contesto
Negli anni ottanta la Dauer Racing era una squadra impegnata nelle gare del genere endurance, schierava delle Porsche 962 nel Campionato Mondiale Sportprototipi, nel Campionato IMSA GTP e nell'Interserie tedesca. Quando nel 1991 i regolamenti di Gruppo C sentenziarono la fine dei prototipi con motore sovralimentato, Jochen Dauer, ex-pilota e proprietario della scuderia, decise di sviluppare una versione stradale della Porsche 962, da produrre e vendere in piccola serie; un'operazione non inedita, poiché altri piccoli costruttori quali DP Motorsports, Koenig Specials e Schuppan avevano realizzato in precedenza versioni stradali della plurivittoriosa biposto di Stoccarda.
La prima vettura fu presentata nel 1993 al Salone dell'automobile di Francoforte, nonostante la Porsche non fosse coinvolta ufficialmente nel progetto, in realtà fornì un importante contributo per la sua realizzazione, soprattutto nella fornitura dei componenti meccanici.
La Dauer 962 è stata realizzata in due versioni: la prima denominata Road è frutto del progetto originale, mentre una seconda configurazione detta Sport è stata sviluppata appositamente per fini agonistici. In totale ne sono state realizzate 13, di cui 10 nella variante Road e 3 nella configurazione Sport; il Sultano del Brunei ne acquistò 6 esemplari.

## Specifiche tecniche

### Telaio e corpo vettura
Nel 1991, Jochen Dauer acquistò dalla Porsche 5 telai della 962 che giacevano inutilizzati (numeri di serie 169, 172, 173, 175 e 176), realizzati con uno schema a traliccio tubolare in alluminio, con opportune modifiche e lavorazioni presso la struttura della Dauer, vennero spogliati della precedente carrozzeria, dei diversi componenti prettamente da competizione e successivamente ricarrozzati con nuovi pannelli e rivestimenti diventando così Dauer 962. Il design della Dauer 962 è opera di Achim Storz, in precedenza già responsabile del settore stilistico della Porsche, il quale ha ridisegnato i pannelli esterni ed interni realizzandoli in fibra di carbonio e kevlar, ne è risultata la più fedele interpretazione stradale della Porsche 962.
Le sospensioni hanno uno schema a doppi triangoli sovrapposti con ammortizzatori di tipo push rod, sono regolabili direttamente dall'abitacolo, il guidatore abbassando l'assetto della vettura alle alte velocità incrementa l'effetto suolo migliorando la stabilità. Gli pneumatici hanno le seguenti dimensioni: all'anteriore 265/35ZR18 e al posteriore 285/40ZR18, l'impianto frenante è costituito da 4 freni a disco autoventilanti forniti dalla Brembo, sono forati e hanno un diametro di 330 mm, le pinze freno sono a 4 pompanti e con ABS. 
Questa vettura dispone di un impianto di scarico dotato di catalizzatori, apertura automatica delle portiere (che si aprono a farfalla) e cofano; oltre ad optional quali DVD, climatizzatore.

### Aerodinamica
Molto curata la veste aerodinamica, negli studi effettuati in galleria del vento il coefficiente di penetrazione aerodinamica (Cx) è risultato essere di solo 0,31 permettendo di raggiungere velocità massime nell'ordine dei 400 km/h, mentre il carico aerodinamico ottenuto dal corpo vettura è pari al 40% del valore sviluppato dalla Porsche 962 di Gruppo C, che in configurazione per la 24 Ore di Le Mans ha un Cx di 0,50 e raggiunge i 395 km/h.

### Motore
Questa biposto è spinta dal 6 cilindri boxer Porsche con raffreddamento a liquido, derivato dall'unità installata a suo tempo sulla Porsche 935 da competizione, rivisto a cavallo tra il 1979 e il 1980 per la Formula Indy e mai portato in gara per contrasti con gli organizzatori, e successivamente installato a partire dal 1981 sui modelli 936, 956 e anche sulla Porsche 962. Montato in posizione posteriore centrale longitudinale, sulla Dauer è in una versione da 2.994 cm³ di cilindrata; la distribuzione è a doppio albero a camme in testa ber bancata, azionando 4 valvole per cilindro (per un totale di 24 valvole), l'impianto di iniezione elettronica è della Bosch, il rapporto di compressione e di 9.0:1, è sovralimentato con due turbine KKK, dotate di intercooler, sviluppa una potenza massima di 730 CV (537 kW) a 7.600 giri/min, la coppia motrice raggiunge un picco di 700 Nm a 5.000 giri/min trasmessi ad un cambio manuale a 5 marce con controllo Tiptronic con trazione posteriore.

### Prestazioni
Grazie anche ad un peso limitato a soli 1.080 kg, questa vettura è in grado di accelerare da 0 a 100 km/h in 2,8 secondi e di arrivare a 402 km/h di velocità massima.
Nel novembre del 1998 in un test di velocità massima condotto sull'anello da altà velocità del circuito di Ehra-Lessien, pista di prova della Volkswagen, la Dauer 962 LM raggiunse una punta massima di 404,6 km/h.

## Dauer 962 LM Sport
La Dauer 962 LM Sport, è una speciale versione realizzata nel 1994 in 3 esemplari (telai con numeri di serie 169, 173 e 176) di cui uno solo omologato per l'uso stradale (il numero 169), è stata concepita per arginare delle modifiche nei regolamenti tecnici dell'ACO che avrebbero ridimensionato in parte la competitività del modello base, si tratta di modifiche tecniche studiate con la consulenza della Porsche per puntare alla vittoria della 24 Ore di Le Mans.
Il corpo vettura si differenzia per: l'abitacolo privo dei pannelli fonoassorbenti, la diversa configurazione del sottoscocca, un secondo alettone al posteriore, gli sfoghi dell'aria calda dei radiatori posizionati sulla fiancata lateralmente anziché sul cofano motore, una coda più bassa, mentre il frontale è stato allungato.
Anche gli pneumatici sono diversi, le coperture hanno le seguenti misure: all'anteriore 285/35ZR18, al posteriore 345/35ZR18.

Le modifiche al modello Sport hanno consentito un risparmio di peso di 50 kg, pesa infatti 1.030 kg, scatta da 0 a 100 km/h in 2,65 secondi e va da 0 a 200 km/h in 7,3 secondi.

## Risultati sportivi
La Dauer 962 venne sviluppata fin dall'inizio come auto stradale, ma pensata soprattutto nell'ottica di un suo impiego in corsa nella classe Gran Turismo, contro avversarie quali Ferrari F40, Bugatti EB110, ecc. La Porsche accolse favorevolmente questa operazione, perché da tempo orfana della categoria Gruppo C del Campionato mondiale sportprototipi vedeva nella Dauer 962 l'opportunità per ritornare ai massimi livelli nelle ruote coperte gareggiando nella classe Gran Turismo, dando così una seconda giovinezza alla ormai datata Porsche 962. Nel 1994, la Porsche aveva predisposto la 911 turbo classe GT2, consapevole però di non avere a disposizione una vettura per mirare alla vittoria assoluta della 24 Ore di Le Mans, decise di appoggiare la Dauer, ritenuta una tra le favorite, schierandola con un proprio team ufficiale.

Nel frattempo l'ACO varando la nuova normativa tecnica, aveva imposto per le vetture Gran Turismo la presenza di un fondo completamente piatto nella parte centrale posta tra i due assi, la Dauer che disponeva di fondo diffusore con canali Venturi sarebbe perciò stata penalizzata, ma per ovviare a questo problema la squadra tedesca con la collaborazione della Porsche sviluppò appositamente la versione 962 LM Sport, sulla quale venne montato un frontale allungato e dotato di spoiler, un alettone posteriore biplano e un estrattore di diversa conformazione, tutti dettagli con cui recuperava buona parte del carico aerodinamico perduto con l'obbligo del fondo piatto, furono quindi costruite espressamente per l'uso agonistico 2 vetture in configurazione Sport, ma per poter competere in pista era necessaria l'omologazione di almeno un esemplare stradale, a tal fine una Dauer 962 Road venne convertita in configurazione Sport ed omologata per uso stradale.

Nonostante le proteste di alcune squadre avversarie, che consideravano questa operazione come un espediente per aggirare le norme e lamentavano una forzatura del concetto di Gran Turismo, tecnicamente la Dauer soddisfaceva tutti i requisiti del regolamento, che permetteva al tempo la realizzazione anche di un solo esemplare omologato per uso stradale.
Iscritta nella classe GT1, questo prototipo mascherato da Gran Turismo, per regolamento aveva sia alcuni vantaggi che svantaggi rispetto alle avversarie di Gruppo C raggruppate nella neonata classe LMP1, disponeva di: una maggiore capacità del serbatoio della benzina, 120 litri anziché 80, ma anche di più potenza, circa 600 CV rispetto a 550 CV. Per contro montava un fondo piatto che ne limitava il carico aerodinamico, un peso superiore di 100 kg (1.000 kg contro 900 kg) e pneumatici più stretti di 2 pollici (14" anziché 16").

Le 2 vetture che parteciparono alla classica maratona francese sotto le insegne del Le Mans Porsche Team, già nelle qualifiche si rivelarono molto competitive partendo nelle prime file rispettivamente con il 5° (la #35) e 7° (la #36) tempo assoluto, in gara segnarono ottimi tempi sul giro e senza palesare problemi tecnici una arrivò prima con Yannick Dalmas, Hurley Haywood e Mauro Baldi, mentre l'altra guidata da Thierry Boutsen, Hans-Joachim Stuck e Danny Sullivan si piazzò terza assoluta ad un giro dalla vettura vincitrice, la principale avversaria, la Toyota 94CV di Gruppo C, pilotata da Mauro Martini, Eddie Irvine e Jeff Krosnoff che ad un'ora dal termine sembrava avviata a conquistare la prima vittoria per la casa automobilistica giapponese, dovette invece rallentare per problemi al cambio concludendo la corsa in seconda posizione ad un giro di distacco.